# Jewgienija Bogunowa
Jewgienija Bogunowa (ros. Евгения Богунова; ur. 29 września 1974) – kazachska judoczka. Olimpijka z Atlanty 1996, gdzie zajęła dziewiętnaste miejsce w wadze półciężkiej.
Uczestniczka mistrzostw świata w 1993, 1995 i 1997. Startowała w Pucharze Świata w 1995 i 1996. Srebrna medalistka mistrzostw Azji w 1995 i brązowa w 1996. Wicemistrzyni igrzysk Azji Wschodniej w 1997 roku.

## Letnie Igrzyska Olimpijskie 1996
| Konkurencja | Eliminacje             | Klas. końcowa |
| Konkurencja | Przeciwnik I           | Miejsce       |
| ----------- | ---------------------- | ------------- |
| 72 kg       | Cristina Curto (ESP) P | 19.           |